# Gustav Brückner (Mediziner)

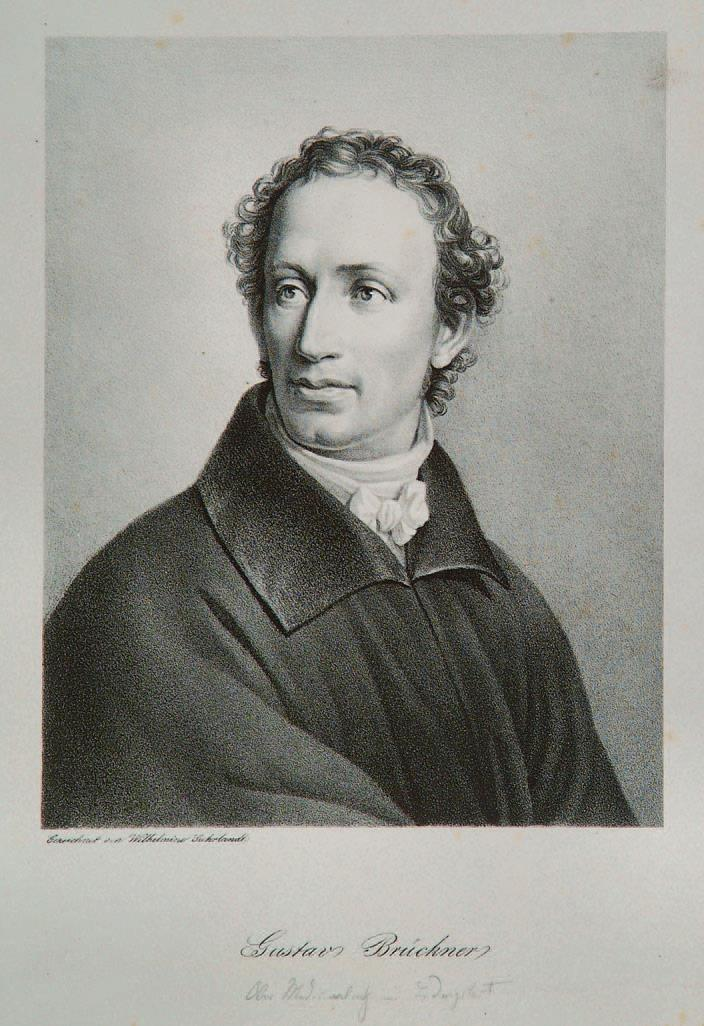
Gustav Brückner. Lithographie von Wilhelmine Suhrlandt nach einem Gemälde von Rudolph Suhrlandt

Gustav Adam Brückner (* 18. Dezember 1789 in Neubrandenburg; † 30. März 1860 in Ludwigslust) war ein deutscher Arzt und Naturforscher.

## Leben
Gustav Brückner (Nr. 30 der Geschlechtszählung) stammte aus einer Akademiker-Familie. Er war sechstes von acht Kindern und dritter Sohn des Mediziners, Botanikers und Hofrats Adolf (Friedrich Theodor) Brückner (1744–1823) und dessen Ehefrau, der Gutspächtertochter Ernestine, geb. Lemcke (1758–1827). Der Arzt Adolf (Friedrich) Brückner (1781–1818) war sein älterer Bruder.
Er wurde zunächst durch Hauslehrer, unter anderem von seinem späteren Schwager Franz Christian Boll, unterrichtet, besuchte die Gelehrtenschule in Neubrandenburg und studierte Humanmedizin an der Universität Göttingen, wo er Mitglied des Corps Vandalia Göttingen wurde. 1811 wurde er in Göttingen zum Dr. med. promoviert.
1811/12 unternahm er eine Studienreise nach Italien. 1812 verfasste er eine Schilderung der Flora von Rom. Darin wurde von ihm die Gramineengattung Ampelodesmos aufgestellt.
1813 ließ er sich als praktischer Arzt in Ludwigslust nieder und wurde zum Hofchirurgus am (groß-)herzoglichen Hof von Schloss Ludwigslust berufen. 1818 erfolgte seine Berufung zum Kreisphysikus, gleichzeitig wurde er Wirklicher Hofmedikus. 1827 erhielt er den Titel Medizinalrat und 1835 Obermedizinalrat. Ab 1828 war ihm das Referat in Medicinalsachen bei der Regierung in Schwerin übertragen.
Er war 1835 Gründungsmitglied des Vereins für mecklenburgische Geschichte und Altertumskunde.
Brückner unternahm und veröffentlichte eine Vielzahl an botanischen, geologischen und geognostischen Studien. Er regte seinen Neffen Ernst Boll zu naturkundlicher Betätigung an, leitete die Untersuchungen des Lübtheener Gipsstockes und besaß eine Sammlung Petrefakten und Mineralien.
Brückner war seit 1816 mit Elisabeth Wömpner (1794–1851) verheiratet, Tochter des großherzoglichen Mundkochs Karl Wömpner aus Ludwigslust. Von seinen fünf Kindern wurde Adolph (Friedrich Albrecht) Brückner (1817–1881; #58) ebenfalls Arzt, Stadtphysicus und Sanitätsrat in Schwerin und Carl (August Ernst Wilhelm) Brückner (1819–1897; #59) Arzt in Ludwigslust und 1871 Sanitätsrat. Seine einzige Tochter, (Maria Elisabeth Dorothea) Friederike (genannt Friedchen) Brückner (1822–1901; #61), von der eine Porträtzeichnung von Carl Suhrlandt existiert, lebte bis zuletzt unverheiratet in Ludwigslust.

## Werke
- De vita et morbis Romanorum nostr. dierum fragmenta. Diss. 1811
- Bemerkungen über das Wasserbrechen. 1817
- Wie ist der Grund und Boden Mecklenburgs geschichtet und entstanden? 1825
- Beiträge zur Geographie Mecklenburgs. In: Freimüthiges Abendblatt. 1827
- Entwurf einer Pflanzen-Geographie Mecklenburgs. In Johann Friedrich Langmann: Flora der beiden Grossherzogthümer Mecklenburg für Schulen und zum Selbstunterricht. 1841
- Anleitung zur Erhaltung der Gesundheit der Seminaristen. 1845
- Mitarbeit an Ernst Boll: Geognosie der deutschen Ostseeländer zwischen Eider und Oder. 1846 (Digitalisat)
- Ludwigslust und die Naturwissenschaften. In: Archiv des Vereins der Freunde der Naturgeschichte. 1856
- Vergleichende Zusammenstellung der Sterblichkeitsverhältnisse mit den Gewitterschäden in den verschiedenen Gegenden Mecklenburgs. 1859